# Нидерланген
Нидерланген (нем. Niederlangen) — община в Германии, в земле Нижняя Саксония.
Входит в состав района Эмсланд. Подчиняется управлению Латен. Население составляет 1205 человек (на 31 декабря 2010 года). Занимает площадь 29,37 км².
Коммуна подразделяется на 2 сельских округа.

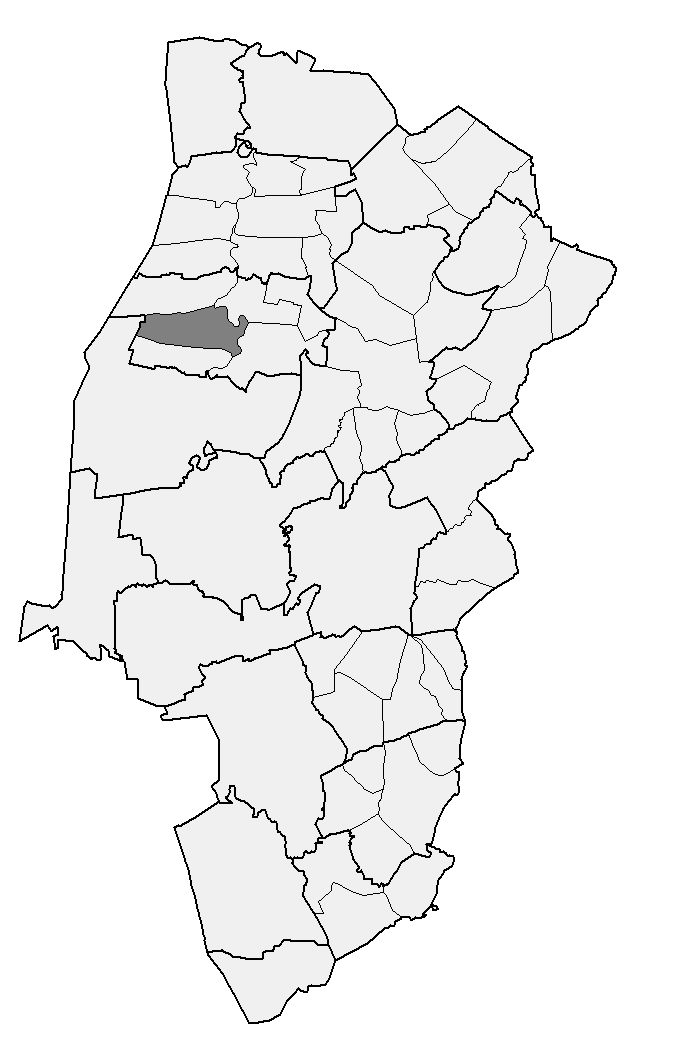
Нидерланген